# 米洛斯·拉奧歷
米洛斯·拉奧歷（Milos Raonic /ˈmiːloʊʃ ˈraʊnɪtʃ/，塞爾維亞語：Милош Раонић，1990年12月27日—），生于南斯拉夫联邦时期波德戈里察，加拿大男子網球手，当今全世界最佳90后男子网球选手之一，发球尤其卓越，最高世界排名第三。

## 个人生活
劳尼奇1990年生于欧洲南斯拉夫联邦时期黑山首都波德戈里察，他是欧洲裔加拿大人，有轻微的塞尔维亚血统。3岁时举家回加拿大多伦多，至今父母仍居多伦多，手足则长居黑山。
劳尼奇家是超级知识分子家庭：双亲Dušan和Vesna都是学识渊博的工程师，姊Jelena同样是工程学硕士；他的舅舅Branimir Gvozdenović是黑山共和国前副总理和环境署部长；他本人则是美国維吉尼亞大學经济学专业全额奖学金，自爆当年数学成绩上佳。劳尼奇是家里的老幺，姊Jelena大9岁，哥Momir大7岁。Jelena2011年生下一对龙凤胎David & Ema，长居黑山首都。
劳尼奇精通英语、南斯拉夫语、法语，而且基本上体育界的其它项目他也很擅长，尤其篮球。劳尼奇热爱的体育队是足球的巴萨、篮球的多伦多猛龙、棒球的多伦多蓝鸟和冰球的多伦多枫叶；网球方面的偶像则是桑普拉斯，童年时曾刻录了桑普拉斯的一切比赛的完整录像，尤其温网。
他的现任教练是已退役的克罗地亚网球手柳比西奇、体能顾问Claudio Zimaglia和Riccardo Piatti。

## 网球生涯

### 早期
劳尼奇的第一场职业网球比赛是在本土的魁北克，当时以7–5, 2–6, 6–4获胜。2011年之前，劳尼奇基本在挑战赛中磨练和累积。

### 2011年
2011年是劳尼奇开始成名的第一年，许多网坛传奇名宿前辈夸奖他是前景可期的未来新星 。
2011年澳大利亚网球公开赛，劳尼奇以资格赛起步顺利进入正赛圈子。男子单打第一轮，劳尼奇轻松三盘击败德国对手比約恩·法烏，这是劳尼奇人生中的第一场网球大满贯获胜。第二轮，劳尼奇同样轻松三盘击败法国对手米卡埃爾·洛德拉，由此成为加拿大最近10年来首位进入大满贯单打第三轮的男子网球手。第三轮，他以四盘比分击败世界排名第10的俄罗斯选手米哈伊爾·尤日尼，由此成为自1999年以来网球大满贯史上第一位进入第四轮的选手。於第四輪的比賽中，对阵时任世界第7的西班牙球員大卫·费雷尔，劳尼奇在先胜一盘的情況下被費雷爾逆转。結束澳網的比賽之後，拉奧尼奇得到了许多球迷和前辈名宿的夸奖，比如尊称“网球皇帝”的美国传奇前辈约翰·麦肯罗、瑪蒂娜·納芙拉蒂洛娃亲自夸奖劳尼奇"a real deal"、"a new star"，BBC称赞他为“新生代的标志之一”等。
2月初的SAP公开赛，劳尼奇延续良好局面：在個人職業巡迴賽贏得个人第一座单打桂冠，也成为自1995年以来加拿大第一位男子网球单打冠军。2月下旬，美國室內錦標賽，拉奧尼奇創造了单场比赛轰出38记ace的个人記錄。决赛中，劳尼奇以6–7(6), 7(11)–6(11), 5–7負於安迪·羅迪克，獲得亞軍的他世界排名上升至第37，成为网球公开赛年代以来的排名最高的加拿大網球運動員。
3月，印第安泉水大師賽，持外卡参赛的劳尼奇止步于第三轮，负于瑞恩·哈里森。
紅土賽事之一的蒙特卡洛大师赛，劳尼奇打進第三輪，负于大卫·费雷尔，隨後世界排名創新高，來到世界第28名。接着巴塞隆拿公開賽止步于第三轮；葡萄牙公開賽止步半决赛。5月底开始的本年度第2项大满贯赛事法网，劳尼奇首轮即遭淘汰。
草地賽季，哈雷公開賽，拉奧尼奇单打打進八强、而双打則獲得了亚军，而且这是他個人第一场双打决赛。6月份的溫布頓錦標賽，劳尼奇位列男子单打第31号种子球手，但於第二轮伤退。温网之后，劳尼奇进行了一个轻微手术并因此错过了年度最後一項项大满贯赛事美國網球公開賽。
11月，劳尼奇参加了瑞典公開賽，结果为半决赛。11月17日，劳尼奇参加了一场表演赛，與自己童年的偶像皮特·桑普拉斯交手，最終以7-6、6-1打敗桑普拉斯。
年终，劳尼奇被ATP評為2011年度男子網球最佳新人。

### 2012年
1月8号，泰国公开赛，劳尼奇获得个人第二座单打冠军奖杯。
1月下旬，澳网第三轮，经过3小时6分钟苦战，惜败于前世界第一的澳洲本土天王休伊特。
2月19号，SAP公开赛，劳尼奇获得个人第三座单打冠军，而且是首次实现单项赛事3连冠。
一周后，孟菲斯赛，连续两年亚军，负于奥地利人梅尔泽。
3月印第安泉顶级巡回赛，以7-6、2-6、4-6负于费德勒，当时仅有两位选手能和费德勒打满3盘。

### 2014年
2014年，他在法國公開賽打進八強，接著又在溫布頓打進四強，持續刷新了個人在大滿貫的最佳成績，單打排名也上升到第六。

### 2015年
2015年，劳尼奇以世界第8开始新赛季。
年度第一项赛事是布里斯班赛，他位列3号种子，且单双二合一。单打首轮轮空，第二轮6-3、6-4轻松年度开门红，单场ace球17颗；第三轮双抢七三盘险胜；半决赛对阵锦织圭则更加惊险鏖战，结果劳尼奇以7-6（7-4）、6-7（4-7）、7-6（7-4）惊险获胜。决赛里，劳尼奇以十分接近的比分4-6、7-6（7-2）、6-4轻微劣势惜败于费德勒，而且这正好是费德勒职业生涯的第1000场胜利。
1月，澳大利亚网球公开赛，劳尼奇位列男子单打8号种子，并且成为澳网史上第一位来自加拿大的男子单打八强者，结果负于德约科维奇。
2月初，鹿特丹赛，劳尼奇于半决赛负于瓦林卡。2月下，法国13公开赛，一号种子劳尼奇爆冷首轮出局，对手伯莱里连续35场负于TOP10的纪录终止。
3月，印第安威尔斯皇冠赛，劳尼奇对阵纳达尔的比赛里，劳尼奇在4-6、3-5时候连续救下3个赛点拖进抢七，其中抢七12-10，决胜盘也上演超级逆转，最终个人首胜纳达尔，4-6、7-6（12-10）、7-5，成为全世界第一位既能赢费德勒也能赢纳达尔的90后。
4月，蒙特卡洛大师赛，八强对阵伯蒂奇时，因脚伤剧痛伤退，并因此退出巴塞隆纳赛。
5月，马德里大师赛，八强负于穆雷，但由于好于去年，所以排名上升成为加拿大第一位单打世界排名第四，无论男女。

## 職業生涯戰績表

### 大滿貫單打成績
| 赛事名称           | 2010 | 2011   | 2012   | 2013   | 2014   | 2015   | 2016   | 2017 | 胜-负 | 胜率   |
| ------------------ | ---- | ------ | ------ | ------ | ------ | ------ | ------ | ---- | ----- | ------ |
| 澳大利亚网球公开赛 | A    | 十六强 | 第三轮 | 十六强 | 第三轮 | 八强   | 四强   | 八强 | 14/5  | 73.68% |
| 法国网球公开赛     | A    | 首轮   | 第三轮 | 第三轮 | 八强   |        | 十六强 |      | 8/4   | 66.67% |
| 溫布頓網球錦標賽   | A    | 第二轮 | 第二轮 | 第二轮 | 四強   | 第三轮 | 亞軍   |      | 8/4   | 66.67% |
| 美国网球公开赛     | 首轮 | A      | 十六强 | 十六强 | 十六强 | 第三轮 | 第二轮 |      | 6/3   | 66.67% |
| Win–Loss           | 0/1  | 4/3    | 8/4    | 9/4    | 14/4   | 4/1    | 0/17   |      | 39/17 | 70%    |

### 大滿貫系列賽

#### 亞軍（1）
| 年度 | 賽事         | 場地 | 決賽對手 | 對手國籍 | 勝方比分        |
| 2016 | 溫布頓錦標賽 | 草地 | 穆雷     | 英國     | 6–4、7–63、7–62 |

## 決賽列表

### ATP大師賽
| 结果 | 年份 | 赛事名称       | 场地类型     | 对手       | 比分          |
| ---- | ---- | -------------- | ------------ | ---------- | ------------- |
| 亚军 | 2013 | 加拿大大師賽   | 硬地（室外） | 纳达尔     | 2–6, 2–6      |
| 亚军 | 2014 | 巴黎大师杯     | 硬地（室内） | 德约科维奇 | 2–6, 3–6      |
| 亚军 | 2016 | 印地安泉大师賽 | 硬地（室外） | 德约科维奇 | 2–6, 0–6      |
| 亚军 | 2020 | 辛辛那提大师賽 | 硬地（室外） | 德约科维奇 | 6-1, 3–6, 4–6 |

### ATP其他級別賽事

#### 单打：6冠/8亚
| 赛事级别            |
| ------------------- |
| 大满贯 (0/0)        |
| ATP年终总决赛 (0/0) |
| ATP1000大师杯(0/1)  |
| ATP500系列 (1/4)    |
| ATP250系列(5/0)     |

| 按场地类型划分 |
| -------------- |
| 硬地 (6/5)     |
| 红土 (0/0)     |
| 草地 (0/0)     |

| 按室内外划分 |
| ------------ |
| 室内 (4/2)   |
| 室外 (2/3)   |

| 结果 | 决赛日期   | 赛事名称              | 场地类型    | 决赛对手     | 详细比分                     |
| ---- | ---------- | --------------------- | ----------- | ------------ | ---------------------------- |
| 冠军 | 2011.02.13 | 美国太平洋海岸杯      | 硬地(室内)  | 沃达斯科     | 7–6(8–6), 7–6(7–5)           |
| 亚军 | 2011.02.20 | 美国室内网球冠军杯    | 硬地 (室内) | 罗迪克       | 6–7(7–9), 7–6(13–11), 5–7    |
| 冠军 | 2012.01.08 | 青奈公開賽            | 硬地        | 蒂普薩雷維奇 | 6–7(4–7), 7–6(7–4), 7–6(7–4) |
| 冠军 | 2012.02.19 | 美国太平洋海岸杯 (2)  | 硬地 (室内) | 伊斯托明     | 7–6(7–3), 6–2                |
| 亚军 | 2012.02.26 | 美国室内网球冠军杯(2) | 硬地(室内)  | 梅爾策       | 5–7, 6–7(4–7)                |
| 亚军 | 2012.10.07 | 日本公开赛            | 硬地        | 锦织圭       | 6–7(5–7), 6–3, 0–6           |
| 冠军 | 2013.02.17 | 美国太平洋海岸杯 (3)  | 硬地 (室内) | 哈斯         | 6–4, 6–3                     |
| 亚军 | 2013.08.11 | 加拿大公开赛          | 硬地        | 纳达尔       | 2–6, 2–6                     |
| 冠军 | 2013.09.29 | 泰國公開賽            | 硬地 (室内) | 伯蒂奇       | 7–6(7–4), 6–3                |
| 亚军 | 2013.10.06 | 日本公开赛 (2)        | 硬地        | 德尔波特罗   | 6–7(5–7), 5–7                |
| 冠军 | 2014.08.03 | 华盛顿杯              | 硬地        | 波斯比希爾   | 6–1, 6–4                     |
| 亚军 | 2014.10.05 | 日本公开赛 (2)        | 硬地        | 锦织圭       | 6–7(5–7), 6–4, 4–6           |
| 亚军 | 2014.11.02 | 巴黎大师杯(2)         | 硬地        | 德约科维奇   | 2–6,3–6                      |
| 亚军 | 2015.01.11 | 布里斯班公开赛(2)     | 硬地        | 费德勒       | 4–6, 7–6(7–2), 4–6           |

#### 双打决赛: 1场 (0冠/1亚)
| 賽事等級            |
| ------------------- |
| 大滿貫(0–0)         |
| ATP年終總決賽(0–0)  |
| ATP1000大師賽 (0–0) |
| ATP500賽 (0–0)      |
| ATP250賽 (0–1)      |

| 場地類型   |
| ---------- |
| 硬地 (0–0) |
| 紅土 (0–0) |
| 草地 (0–1) |

| 比賽類型   |
| ---------- |
| 室內 (0–0) |
| 室外 (0–1) |

| 結果 | 次序 | 日期       | 赛事名称   | 場地 | 双打搭档 | 决赛对手      | 比分                   |
| ---- | ---- | ---------- | ---------- | ---- | -------- | ------------- | ---------------------- |
| 亚军 | 1.   | 2011.06.12 | 哈雷公开赛 | 草地 | 哈塞     | 波柏納 奎雷西 | 6–7(8–10), 6–3, [9–11] |

## 外部連結
- 米洛斯·拉奧歷（英文/西班牙文）的官方資料
- 米洛斯·拉奧歷的國際網球總會 職業／青少年 官方資料（英文）
- 米洛斯·拉奧歷的官方資料（英文）

| 獎項                   | 獎項                   | 獎項               |
| ---------------------- | ---------------------- | ------------------ |
| 前任： 托比亞斯·卡姆克 | ATP年度最佳新秀 2011年 | 繼任： 馬丁·克里贊 |

| 獎項                             | 獎項                                                 | 獎項        |
| -------------------------------- | ---------------------------------------------------- | ----------- |
| 前任： Ryder Hesjedal （自行车） | 加拿大年度最佳男子运动员 · 2013年、2014年 · （网球） | 繼任： 现任 |

| 前任： 罗迪克 （249 km/h） | 男子网球单打发球速度世界纪录 （249.9 km/h） | 繼任： 现任 |

| 前任： 纳达尔 | 美网系列热身赛男子单打冠军 2014年 | 繼任： 现任 |